# Кро де Ронек
Кро де Ронек (фр. Cros-de-Ronesque) насеље је и општина у централној Француској у региону Оверња, у департману Кантал која припада префектури Оријак.
По подацима из 2011. године у општини је живело 133 становника, а густина насељености је износила 8,19 становника/km². Општина се простире на површини од 16,23 km². Налази се на средњој надморској висини од 650 метара (максималној 871 m, а минималној 440 m).

## Демографија
| 1962. | 1968. | 1975. | 1982. | 1990. | 1999. | 2011. |
| ----- | ----- | ----- | ----- | ----- | ----- | ----- |
| 312   | 318   | 247   | 200   | 166   | 137   | 133   |

График промене броја становника у току последњих година